# Eugen Grünwald
Eugen Eduard Adolph Grünwald (* 27. August 1856 in Wernigerode; † 1929) war ein deutscher Gymnasialdirektor und Titularprofessor.

## Leben und Wirken
Er war der Sohn des Wernigeröder Kaufmanns Wilhelm Grünwald. Er besuchte die 34. Gemeindeschule und von 1869 bis 1876 das Gymnasium zum Grauen Kloster in Berlin. Danach studierte er Klassische Philologie und Theologie an der Universität Berlin. Nach Ablegung des Staatsexamen 1882 promovierte er zum Dr. phil. Nach einem Probejahr an der Friedrichs-Werderschen Oberrealschule in Berlin wart er am Friedrichsgymnasium in Berlin und danach am Realgymnasium in Frankfurt (Oder) als Hilfslehrer tätig. 1883 kam er an das Französische Gymnasium nach Berlin, wo er 1886 festangestellt wurde. Im gleichen Jahr heiratete er in Berlin eine Musiklehrerin. 1899 gipfelten seine Bemühungen um die Pflege des mündlichen Ausdrucks auf höheren Schulen durch eine eigene Publikation.
1903 erfolgte seine Ernennung zum Gymnasialprofessor und 1912 wurde er zum Direktor des Gymnasiums in Friedeberg in der Neumark berufen. Seit 1910 war er Mitherausgeber und von 1911 bis zu seinem Tode 1929 alleiniger Herausgeber des Humanistischen Gymnasiums. Organ des Gymnasialvereins.

## Schriften (Auswahl)
- Quae ratio intercedere videatur inter Quintiliani institutionem oratoriam et Taciti dialogum. Berlin 1882.
- Sprichwörter und sprichwörtliche Redensarten bei Plato. Berlin 1893.
- Über die Pflege des mündlichen Ausdrucks auf den höheren Schulen. Leipzig 1899.
- Gustav Uhlig. In: Das humanistische Gymnasium. 25. Jahrgang (1914), S. 83–103 (mit Bild)
- Zu Gustav Uhligs Gedächtnis. In: Das humanistische Gymnasium. 35. Jahrgang (1924), S. 1–5